# 디스이즈잇레코즈
디스이즈잇레코즈(Thisisitrecords)은 대한민국의 연예기획사다.

## 소속 연예인

### 가수
- 백찬
- 주희
- 우키
- 러반